# 黑蒴属
黑蒴属（学名：Alectra）是列当科下的一个属，为粗糙草本植物。该属约30种，分布于热带非洲和亚洲地区。